# Janina Korolewicz-Waydowa

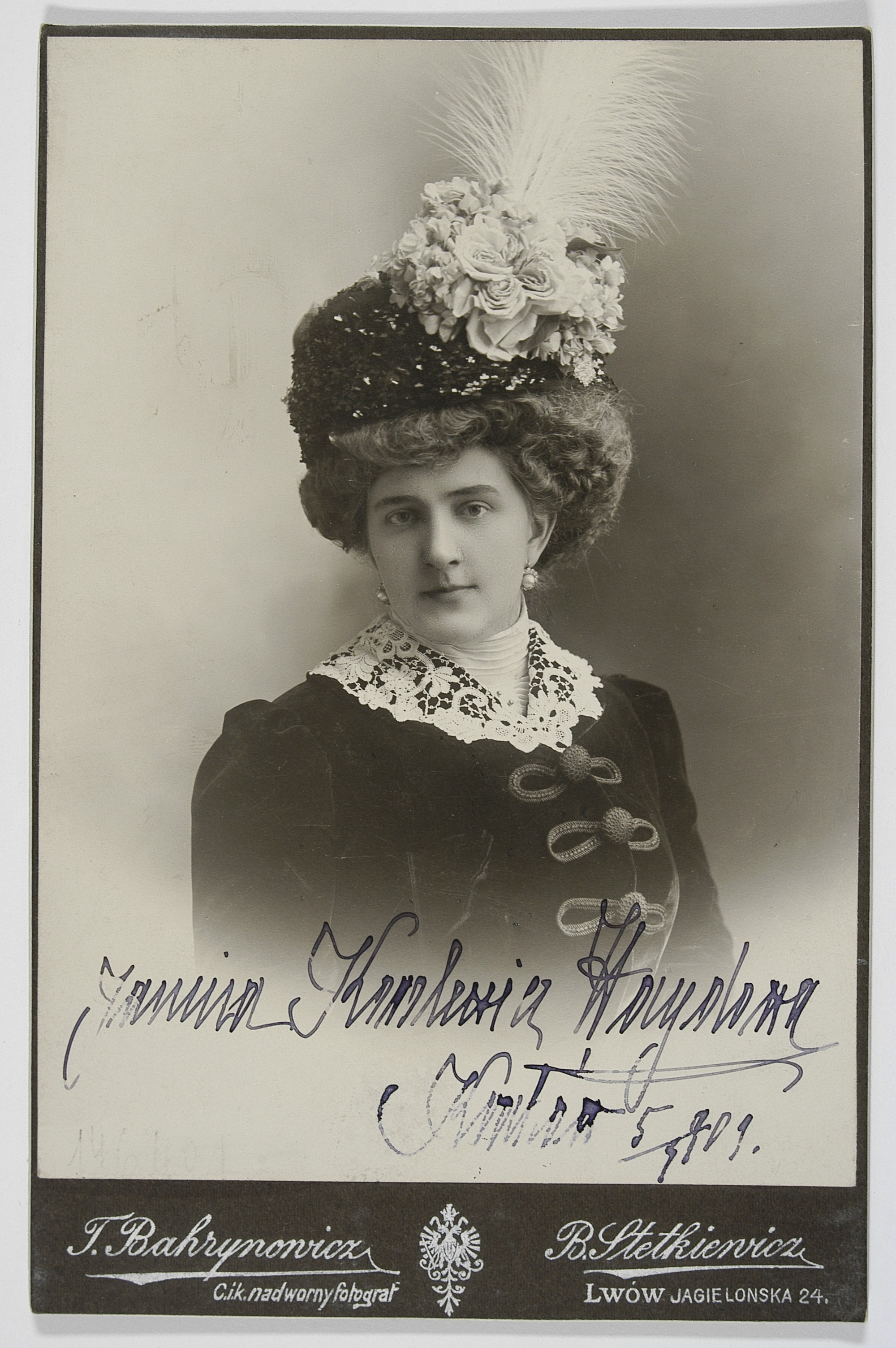
Janina Korolewicz–Waydowa

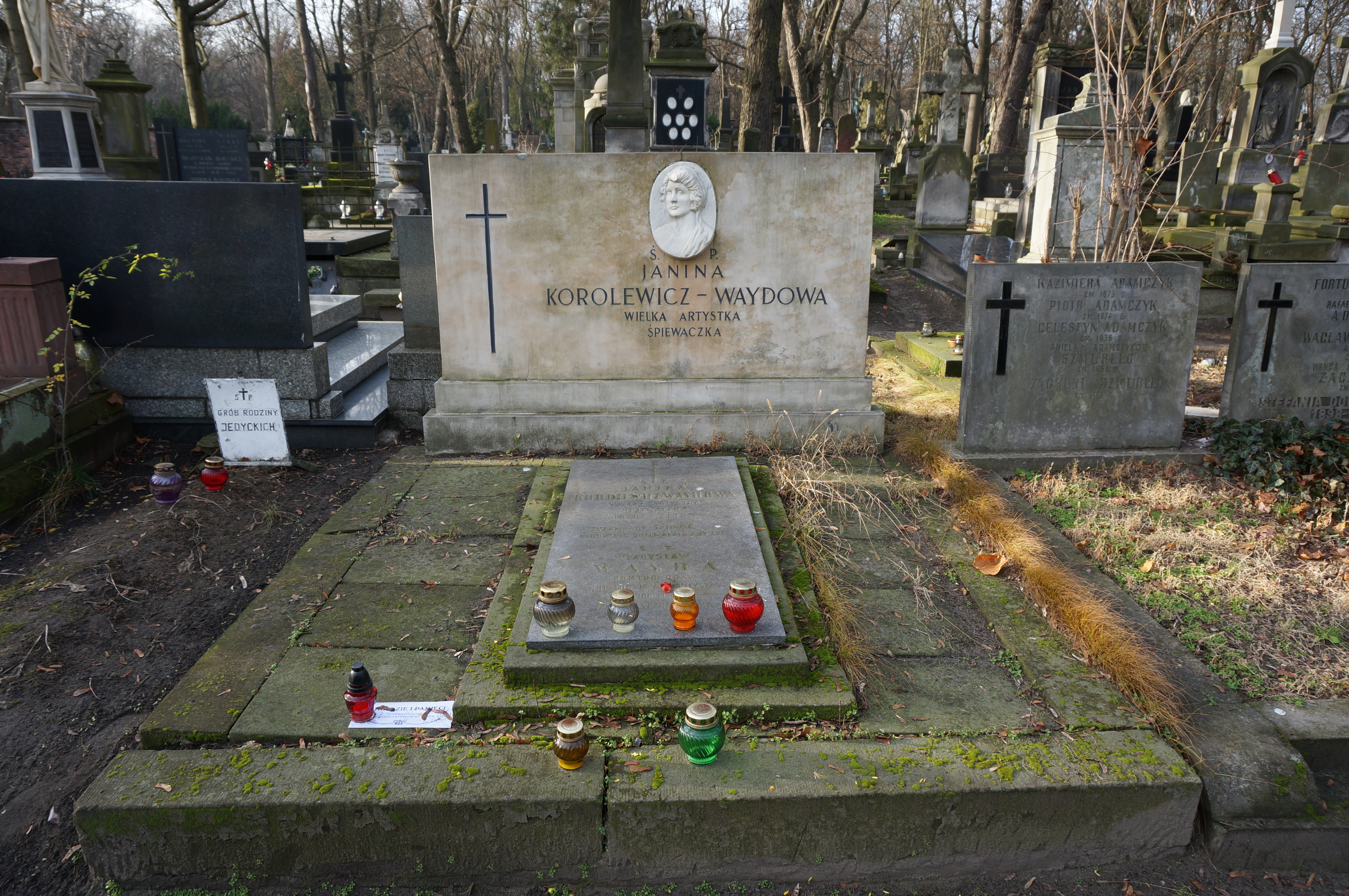
Grób Janiny Korolewicz-Waydowej na cmentarzu Powązkowskim

Janina Korolewicz-Waydowa (ur. 3 stycznia 1876 w Warszawie, zm. 20 czerwca 1955 tamże) – polska śpiewaczka operowa (sopran).

## Życiorys
Urodziła się w rodzinie Piotra i Eweliny z Taraszkiewiczów. Była uczennicą Walerego Wysockiego w Konserwatorium Galicyjskiego Towarzystwa Muzycznego we Lwowie, gdzie rozpoczęła karierę sceniczną.  Debiutowała w 1893 na scenie Opery Lwowskiej jako Hanna w Strasznym dworze S. Moniuszki. W latach 1898–1902 była solistką Opery Warszawskiej, następnie śpiewała w Operze Berlińskiej, w Operze San Carlo w Lizbonie, Królewskiej Operze w Madrycie, a potem w Wenecji, Bukareszcie, Operze Włoskiej w Odessie, w Kijowie, Petersburgu i Charkowie. 
W 1906 w Kijowie wystąpiła u boku Szalapina, śpiewała z nim także później, m.in. w londyńskiej Covent Garden, w Ameryce i w Petersburgu. W 1910 śpiewała w USA i brała udział w zorganizowanym przez Nellie Melbę słynnym tournée gwiazd po Australii. Śpiewała również z Enrico Caruso w Londynie, Nowym Jorku, Chicago, Filadelfii, Bostonie, Cleveland, São Paulo i Minneapolis. Była członkinią honorową Związku Kobiet Ameryki Północnej. Jedenaście lat trwały wielkie triumfy Janiny Korolewicz-Waydowej na największych scenach światowych, w 1913 powróciła na stałe do Polski. 
Podczas I wojny światowej pracowała w szpitalnictwie, w Lidze Kobiet, w więziennictwie legionowym i jako pielęgniarka w Wojsku Polskim. 
W latach 1917–1919 i 1934–1936 obejmowała dyrekcję opery w Warszawie. 
Jej repertuar obejmował ponad 70 partii operowych – od koloraturowych (Rozyna w Cyruliku sewilskim G. Rossiniego) po dramatyczne (Brunhilda w tetralogii Pierścień Nibelunga R. Wagnera). Posiadała także bogaty repertuar pieśniarski i oratoryjno-kantatowy. Kreowała Halkę Moniuszki na jubileuszowym 500., a następnie 600., przedstawieniu; wystawiała ją także za swej dyrekcji w Warszawie po raz tysięczny. 
Opublikowała Mój pamiętnik (Wrocław 1958).
Od 19 czerwca 1902 była żoną dra Władysława Waydy.
Zmarła 20 czerwca 1955 w Warszawie, pochowana jest na cmentarzu Powązkowskim (kwatera 175-3-25,26).

## Ordery i odznaczenia
- Krzyż Komandorski z Gwiazdą Orderu Odrodzenia Polski (7 lutego 1955)[4]
- Krzyż Komandorski Orderu Odrodzenia Polski (10 kwietnia 1947)[5]
- Krzyż Oficerski Orderu Odrodzenia Polski (6 kwietnia 1935[6])
- Złoty Krzyż Zasługi (dwukrotnie: 22 lutego 1933[7], 11 listopada 1937[8])